# 周逸衡
周逸衡（1949年—），曾任中原大學企業管理系系主任、尹士豪主任秘書，及中山企管教授、國立嘉義大學管理學院院長、國立中山大學副校長。現任華文商管教育認證組織執行長。
從台灣大學機械工程學系畢業後曾任工科職，當時對台灣工作倫理、組織氣候需要很多建言，故立定心志，投入商業教育的行列。

## 著書
- 靈魂Call out:解讀靈魂完全手冊